# Oberfeldwebel

Aspecto da passadeira da patente.

Oberfeldwebel (OFw ou OF) é uma patente militar na classe de sargentos do Exército e Força Aérea alemãs.
Enquadra-se dentro do OR6 na NATO, sendo equivalente à patente portuguesa de Primeiro-Sargento.
A sequência de patentes na qual esta patente se enquadra: 
- OR-9: Oberstabsfeldwebel / Oberstabsbootsmann
- OR-8: Stabsfeldwebel / Stabsbootsmann
- OR-7: Hauptfeldwebel / Hauptbootsmann
- OR-6a: Oberfeldwebel / Oberbootsmann
- OR-6b: Feldwebel / Bootsmann